# Marcos Vinicius Amaral Alves
Marcos Vinicius Amaral Alves, meglio noto come Marcão (Tietê, 17 giugno 1994), è un calciatore brasiliano, attaccante dell'Ulsan HD.

## Carriera
Ha giocato nella prima divisione dei campionati sudcoreano, cinese e turco, conquistando il titolo di capocannoniere in entrambe le prime due competizioni.

## Palmarès

### Club

#### Competizioni statali
- Campionato paulista: 1

Ituano: 2014

#### Competizioni nazionali
- K League 2: 1

Gyeongnam: 2017
- Campionato cinese: 1

Wuhan Three Towns: 2022
- TFF 1. Lig: 1

Kocaelispor: 2024-2025

### Individuale
- Capocannoniere della K League 1: 1

2018 (26 gol)
- Capocannoniere del campionato cinese: 1

2022 (27 gol)